# Средњи ноћник
Средњи ноћник (лат. Nyctalus noctula) је врста слепог миша из породице вечерњака (лат. Vespertilionidae).

## Распрострањење
Врста је присутна у Азербејџану, Албанији, Андори, Аустрији, Белгији, Белорусији, Босни и Херцеговини, Бугарској, Вијетнаму, Грузији, Грчкој, Данској, Естонији, Израелу, Индији, Ираку, Ирану, Италији, Јерменији, Казахстану, Кини, Кипру, Летонији, Либану, Литванији, Лихтенштајну, Луксембургу, Мађарској, Македонији, Малезији, Малти, Мароку, Мјанмару, Монаку, Немачкој, Норвешкој, Оману, Пакистану, Пољској, Румунији, Русији, Сан Марину, Словачкој, Словенији, Србији, Турској, Уједињеном Краљевству, Украјини, Финској, Француској, Холандији, Хонгконгу, Хрватској, Црној Гори, Чешкој, Швајцарској, Шведској и Шпанији.

## Станиште
Средњи ноћник има станиште на копну.

## Угроженост
Ова врста није угрожена, и наведена је као последња брига јер има широко распрострањење.

### Популациони тренд
Популациони тренд је за ову врсту непознат.